# Nadine in Date Land
Nadine in Date Land es una película estadounidense de comedia romántica de 2005 dirigida por Amie Steir.

## Sinopsis
La película sigue a Nadine, una mujer que trabaja en una agencia de citas y que busca el amor tanto para sus clientes como para sí misma, viéndose envuelta en multitud de situaciones cómicas, pero descubriendo que tal vez el amor que busca no está tan lejos como ella piensa.

## Reparto
- Janeane Garofalo como Nadine
- Brad Rowe como Adam
- Tamala Jones como Star
- Adam Crosby como Keeler
- Julie Claire como Magda
- John Ross Bowie como Bob
- Swoosie Kurtz como Señorita M
- Alitzah como Charlotte
- Michelle Gardner como Gina
- Veronique Vicari como Mujer joven
- Ross Mackenzie como Bucky
- Chris Bonno como Frank
- Brian Mulligan como Walter
- James Brandon como Michael Hapsbeim
- Jill Holden como Señorita Nelson
- Megs Bialek como Chica de la cafetería
- Kimberly Enlow como lesbiana sexy del bar
- Ash M. Warren como lesbiana